# مارگارت اینگلز
مارگارت اینگلز (۲۵ اکتبر ۱۸۹۲ – ۱۳ دسامبر ۱۹۷۱) یک مهندس مکانیک آمریکایی بود که به عنوان اولین زن فارغ‌التحصیل مهندسی از دانشگاه کنتاکی شناخته می‌شود. اینگلز مدرک لیسانس خود را در رشته مهندسی مکانیک در سال ۱۹۱۶ از دانشگاه کنتاکی دریافت کرد. او همچنین دومین زن فارغ‌التحصیل رشته مهندسی در ایالات متحده و اولین زنی بود که مدرک آکادمیک مهندسی مکانیک را اخذ کرد. کار اینگلز در مورد تهویه مطبوع شامل گنجاندن رطوبت و جریان هوا در پارامترهای مهم برای آسایش انسان بود.

## اوایل زندگی
مارگارت اینگلز در ۲۵ اکتبر ۱۸۹۲ در پاریس، شهری در ایالت کنتاکی به دنیا آمد. او در شهر زادگاهش، به مدرسه رفت و از هماهن زمان مجذوب موضوعات علمی و مهندسی بود. علاقه او به صنایع برودتی در سنین نوجوانی هنگامی که متوجه جمع شدن رطوبت روی شیشه سرد و چگالش شد شکوفا گردید.
او تحصیلات خود را در دانشگاه کنتاکی ادامه داد و مدرک لیسانس خود را در رشته مهندسی مکانیک در سال ۱۹۱۶ دریافت کرد. وی اولین زنی بود که در یک رشته مهندسی از دانشگاه فارغ‌التحصیل شد.

## حرفه
پس از فارغ‌التحصیلی، او در واحد مهندسی ترافیک شرکت امور تلفنی شیکاگو مشغول به کار شد. سپس در سال ۱۹۱۷ شیکاگو را به مقصد پیتسبورگ و شرکت مهندسی کریر ترک کرد. وی در این هنگام به توسعه صنایع تهویه مطبوع علاقه‌مند شد.
او مدرک حرفه‌ای مهندسی مکانیک خود را در سال ۱۹۲۰ دریافت کرد. سال بعد به آزمایشگاه تحقیقاتی مهندسین گرمایش و تهویه آمریکا پیوست و در آنجا به مدت شش سال در رشته تهویه مطبوع تحصیل کرد. او در حین انجام آزمایش‌های میدانی برای کارگروه تهویه مدارس نیویورک، یک دستگاه قابل حمل جدید را تکمیل کرد که میزان گرد و غبار مملو از میکروب را در مدارس و مکان‌های عمومی تعیین می‌کند.
در سال ۱۹۳۱، او به شرکت کریر بازگشت و تا زمان بازنشستگی در آنجا ماند. در کریر، او به تکمیل نم‌سنج کمک کرد که برای خواندن رطوبت نسبی هوا استفاده می‌شود.
او یکی از نمایندگان حرفه مهندسی برودتی بود و طی بیش از ۲۰۰ سخنرانی از سال ۱۹۳۲ تا ۱۹۵۲ برای بیش از ۱۲۰۰۰ نفر صحبت کرد. در سال ۱۹۳۷، او در مقاله‌ای از ام. السا گاردنر در مورد مهندسان زن در مجله انجمن مهندسی زنان، از او در کنار مهندسانی نظیر کیت گلیسون، السی مک گیل، فرانسیس هرد کلارک، مری اولگا سوروکا، ماری لورهینگ، ماری ریث، الییو دنیس، ایزابل ایبل، هیلدا لیون و امی جانسون یاد شد.
در سال ۱۹۴۰ او به عنوان یکی از ۱۰۰ زن برتر ایالات متحده در مشاغلی انتخاب شد که در سال ۱۸۴۰ برای زنان وجود نداشتند.

## درگذشت
اینگلز در ۱۳ دسامبر ۱۹۷۱ میلادی در ۷۹ سالگی در لکزینگتون درگذشت.
- او بیش از ۴۵ مقاله فنی و همچنین مقاله‌ای با عنوان Petticoats and Slide Rules نوشته‌است که مروری ست بر زنان آمریکایی پیشگام در زمینه مهندسی.

## میراث و بزرگداشت
خوابگاهی به نام اینگلز هال در اوت ۲۰۰۵ در دانشگاه کنتاکی افتتاح شد که برای دانشجویان مهندسی دختر در نظر گرفته شده‌است.
همچنین بخش دانشجویی جامعه مهندسان زن در دانشگاه کنتاکی به یاد او یک صندوق کمک هزینه برای دانشجویان مشغول تحصیل در مقطع کارشناسی ارشد یا دکترا تأسیس کرد.